# Auchenblae
Auchenblae är en by i Aberdeenshire i Skottland. Byn är belägen 115,2 km 
från Edinburgh. Orten har 560 invånare (2016).